# Troe iz Prostokvașino
Troe iz Prostokvașino (în rusă Трое из Простоквашино – „Trei din Prostokvașino”) este un film de animație sovietic regizat de Vladimir Popov și produs de Soiuzmultfilm. A fost creat în 1978 și a devenit popular în Uniunea Sovietică.

## Descriere
Personajul principal este un băiețel pe nume Deadea Fedor („unchiul Fedor”). Părinții lui nu-i permit să țină motanul Matroskin în casă, drept urmare băiatul cu motanul se refugiază în satul Prostokvașino.
Filmul a fost urmat de altele două: Kanikulî v Prostokvașino („Vacanța în Prostokvashino”, 1980) și Zima v Prostokvașino („Iarna în Prostokvașino”, 1984), iar în 2018 a fost lansat serialul animat Prostokvașino.

## Personaje principale
- Deadea Fedor
- Matroskin (motan)
- Șarik (câine)
- Poștașul Pecikin
- Mama lui Deadea Fedor
- Tatăl lui Deadea Fedor